# Булатов, Михаил Леонтьевич
Михаи́л Лео́нтьевич Була́тов (12 [23] декабря 1760, Гудово — 27 февраля [11 марта] 1825, Омск) — генерал-губернатор.

## Происхождение
Из дворян Рязанской губернии, старшей ветви рода Булатовых, родоначальником которых, в середине XVI в, был голова войска стрелецкого Урак Булатов, и князь (татарский мурза) Юсуф Булатов. После 1594 г. уже крещенный Григорий Севрюкович был отцом Леонтия. Старший сын Ивана Леонтьевича (до 1628 — до 28 марта 1653) от княжны Ирины — Захар Иванович имел сына Ефима (?-1730) и внука Сисоя Ефимовича (1677/83—?), сыном которого был Леонтий, капрал гвардии при императрице Елизавете Петровне, и отец будущего генерала Михаила и его брата Бориса — полковника.

## Биография
На службу поступил 24 февраля 1776 года солдатом в лейб-гвардии Измайловский полк. 23 января 1781 года был выпущен из гвардии поручиком во Владимирский пехотный полк.
В 1783 году переведён с производством в капитанский чин в Ладожский пехотный полк. Участвовал в стычках с горцами на Кавказе, сражался с турками в 1787—1791 годах, где с отличием действовал при штурме Измаила, был лично отмечен Императрицей Екатериной II.
В 1792 и 1793 годах в Польше. Назначен императрицей одним из главных представителей России при первом разделе Польши, устанавливал новые границы с Австрией и Пруссией. В начале 1793 года будучи премьер-майором Генерального штаба по любви женится на молоденькой княжне Софье Лещинской (внучке польского короля Станислава Лещинского), предварительно получив личное монаршее благословение от Екатерины на брак с иноверкой и разрешение на шестимесячный отпуск для свадебного путешествия и выезда за границу. Летом 1793 года после путешествия по Австрии, Италии, Франции и Германии, выехал сопровождая беременную Софью Каземировну, из Варшавы в родовое имение Гудово, Пронского уезда Рязанской губернии, где не был более 20 лет. Едва успев ввести жену в управление имением, и познакомить с местным начальством и соседями, за два месяца до окончания отпуска был вызван лично Екатериной. Был вынужден оставить жену на последних месяцах беременности, они как будто предчувствовали, что видятся в последний раз. Вскоре, у них родился сын, названный по желанию отца в честь Александра Македонского, почитаемого всеми поколениями Булатовых. В конце 1796 года Софья Каземировна заболела и скоропостижно скончалась. Сына он впервые увидел в шестилетнем возрасте.
В 1794—1796 годах генерал-квартирмейстер, назначенный именным рескриптом, в армию графа П. А. Румянцева. Составил подробную карту Волынской и Подольской губерний, участвовал в комиссии по второму и третьему разделу Польши, и 30 декабря 1797 года пожалован в полковники Генерального штаба с переводом в Киев на должность начальника штаба корпуса Гудовича, где он в том же году вторично женится на семнадцатилетней Марии, дочери киевского генерал-губернатора, генерал-аншефа Богдана Богдановича Нилуса (другая дочь Нилуса — Елизавета, была замужем за графом де Парм, младшим братом герцога Пармского). Но в Киеве полковник бывал очень редко, его как генштабиста, имеющего многолетний боевой опыт под непосредственным руководством выдающихся полководцев Потёмкина, Румянцева, Суворова, Прозоровского и глубоко знавшего Балканский, Кавказский и Европейский театр военных действий, постоянно направляли на самые ответственные участки, и он всегда блестяще выполнял поручения.
Чин генерал-майора он получил 18 мая 1799 года вместе с переводом в Ямбургский кирасирский полк. В 1799 году был зачислен в Генеральный штаб (с 1796 года стал называться Свитой Его Императорского Величества по квартирмейстерской части).
В 1800 году был переведён в Петербургское депо по управлению квартирмейстерской частью, занимал должность кастеляна Петергофского дворца, что свидетельствовало о доверии Павла I. Провёл несколько картографических съёмок (в том числе берегов Финского залива близ Стрельны). В 1800 году в звании генерал-квартирмейстера возглавлял службу Генерального штаба русской армии. С 1801 года управляющий Петербургским депо.
26 ноября 1803 года награждён орденом Св. Георгия IV степени № 1502
За беспорочную выслугу 25 лет в офицерских чинах
В 1807 году командовал бригадой, сражаясь с французами в Пруссии. Назначен шефом Могилёвского мушкетерского полка 12 декабря 1807 года (шефом был до 24 апреля 1808 года, когда был назначен Свеаборгским комендантом).
Участвовал в войне в Финляндии; 15 апреля 1808 года у Револакса его сводный отряд из 1500 человек был атакован превосходящими силами шведов, и при попытке прорвать кольцо окружения Булатов получил три огнестрельных ранения (одна из пуль прошла рядом с сердцем) и в бессознательном состоянии попал в плен, был отправлен в Стокгольм, перенёс там тяжелейшую операцию, которую провели лучшие лейб-медики короля Швеции.
Возвратившись в 1809 году, был оправдан военным судом и направлен в Бессарабию, где воевал с турками под Бабадагом, Силистрией, Шумлой, Рущуком, а за Батинское сражение получил 21 ноября 1810 года орден Св. Георгия III степени
В ознаменование отличной храбрости и мужества, оказанных в сражении против турецких войск 26-го августа при Батине
В 1812 году командовал корпусом в Дунайской армии. В июле 1812 года догнал армию у Луцка. В сентябре нанёс поражение польско-саксонскому отряду Лисовского, отбросив его к Кобрину и Брест-Литовску. Командуя своими частями участвовал в сражениях при Горностаеве, Волковыске, Пинске. В 1813 году был при осаде Ченстохова и в сражении под Дрезденом. Закончил свой боевой путь у стен Гамбурга, где пленил 14-й французский корпус, возглавляемый маршалом Сен-Сиром. Участвуя в блокаде этого города, получил два тяжёлых ранения.
В 1815—1816 годах командовал войсками между Днестром, Прутом и Дунаем. С 1820 года главнокомандующий войсками в Бессарабии и 7 августа, пожаловано кавалером ордена Святого Равноапостального князя Владимира 3 степени за мужество и храбрость, проявленные при взятии крепости Силистрия. 14 января 1821 года командир 1-й бригады 19-й пехотной дивизии генерал-майор Булатов "за болезнью" был переведен "состоять по Армии", но уже через месяц, 28 февраля 1821 года он был назначен командиром 3-й бригады той же 19-й пехотной дивизии. В генерал-лейтенанты произведён 26 ноября 1823 года и назначен командовать 27 пехотной дивизией, прославившей себя в 1812 году.
По императорскому указу от 18 февраля 1825 назначен начальником Омской области, но не стал им: 15 февраля 1825 года скончался в Омске «от апоплексического удара», а указ был доставлен и зарегистрирован в журнале главного управления Западной Сибири лишь 9 апреля 1825.
Похоронен в Омске на Бутырском кладбище.

## Семья
Первая жена: Лещинская Софья Казимировна (внучка польского короля Станислава Лещинского, тестя короля Франции Людовика XV и соответственно племянница Королевы Франции Марии) умерла в 1796 г похоронена в Гудово — родовом имении Булатовых в Рязанской губернии.
Дети:
- Александр старший (1793—1826) — декабрист, женат на Елизавете Ивановне Мельниковой;

Вторая жена: Мария Богдановна Нилус, дочь Киевского генерал-губернатора, генерал-аншефа Б. Б. Нилуса.
Дети:
- Михаил (?-1837), камер-паж императрицы Марии Фёдоровны, с 28 мая 1824 г. прапорщик лейб-гвардии, с ноября 1825 г. подпоручик, погиб уже поручиком на дуэли защищая честь возлюбленной, имел сына Николая;
- Александр младший (1801—1874) — крестник Александра I и его матери вдовствующей императрицы Марии Фёдоровны, штабс-капитан, служил в лейб-гвардии гренадёрском полку, женат на княжне Марии Андреевне Голицыной.